# Лящук Дмитро-Мар'ян Несторович
Дмитро́-Мар'я́н Не́сторович Лящу́к (нар. 8 листопада 1934; с. Гаї-Дітковецькі, Бродський повіт, Тернопільське воєводство, Польська Республіка) — український науковець в галузі геофізики, кандидат геолого-мінералогічних наук, член-кореспондент Української національної геологічної академії, член Українського геологічного товариства.

## Біографічні дані
Народився 8 листопада 1934 року у селі Гаї-Дітковецькі на Брідщині (нині село Золочівського району, Львівської області).
У 1952–1957 роках Дмитро-Мар'ян Лящук навчався на геологорозвідувальному факультеті Львівського політехнічного інституту.
Працював оператором геофізичної партії Західно-Сибірського геологоуправління. З 1959 року — в Західноукраїнській геофізичній розвідувальній експедиції «Укргеофізрозвідка». Був оператором, начальником партії, брав участь у пошуку та розвідуванні нафтогазових родовищ Карпатського регіону.
У 1965–1967 роках Дмитро-Мар'ян Лящук — начальник науково-методичної партії з вивчення геологічної ефективності нових методів сейсморозвідування: регульованого спрямованого приймання, загальної глибинної точки, інтегрального приймання сейсмічних хвиль.
З 1968 року — головний геофізик, з 1970 року — начальник партії машинної обробки геофізичних матеріалів Західноукраїнської геолого-розвідувальної експедиції.
У 1982–1988 роках Дмитро-Мар'ян Лящук був завідувачем лабораторії методики сейсморозвідування, у 1988-1994 роках — головний інженер, у 1994-2008 роках обіймав посаду головного геофізика Українського державного геолого-розвідувального інституту.
Під його керівництвом виконано велику підготовчу роботу для глибинного буріння 126 об'єктів Карпатського регіону, на 38 з них відкрито нафтогазові родовища.

## Наукова діяльність
Сфера наукових інтересів — дослідження та впровадження у виробництво інтерференційних систем в сейсморозвідуванні, методів сейсмологічних технологій. Автор теоретичних основ способу інтегрального приймання.
Під керівництвом Дмитра-Мар'яна Лящука група геофізиків створила нову технологію прогнозування покладів вуглеводнів «Діагноз», яка базується на методі взаємодії сейсмічного та електромагнітного полів у досліджуваному середовищі.
Дмитро-Мар'ян Лящук — співавтор монографії «Основи сейсмоелектророзвідки», автор більш ніж ста наукових статей. Йому належать чотири свідоцтва на винаходи та патент України на спосіб прогнозування покладів нафти та газу.
Нагороджений медаллю В. І. Лучицького.